# Сухопутный переулок
Сухопу́тный переу́лок — переулок в Центральном районе Санкт-Петербурга. Проходит от Костромской улицы до Ярославской улицы.

## История
- Название дано 16 апреля 1887 года в связи с местонахождением Военно-сухопутного госпиталя (Суворовский проспект, 9).
- В 1960-е годы в состав переулка входил участок от Новгородской до Костромской улицы, впоследствии упразднённый.

## Достопримечательности
- 442 военный госпиталь.